# Ctenucha ecuadorica
Ctenucha ecuadorica är en fjärilsart som beskrevs av Embrik Strand 1915. Ctenucha ecuadorica ingår i släktet Ctenucha och familjen björnspinnare. Inga underarter finns listade i Catalogue of Life.